# Afro Basaldella
Afro Basaldella (ook wel kortweg Afro genoemd) (Udine, 4 maart 1912 – Zürich, 24 juli 1976) was een Italiaans kunstschilder.

## Biografie
Na de dood van zijn vader, die schilder en decorateur was, ving Afro zijn studies aan te Venetië en te Florence. Hij behaalde zijn diploma als schilder in 1931 in Venetië. Daarvoor had hij al deelgenomen aan verschillende tentoonstellingen, zoals de eerste tentoonstelling van de 'Scuola friulana d'avanguardia' in oktober 1928, waaraan hij had deelgenomen met zijn broers Mirko en Dino.
In 1929 had hij dankzij een studiebeurs van de 'Fondazione Marangoni' kunnen studeren in Rome, waar hij Scipione, Mario Mafai en Corrado Cagli ontmoette. In 1932 verbleef hij gedurende een periode te Milaan waar hij samen met zijn broer Mirko les volgt bij Arturo Martini. In 1933 stelde hij daar ook tentoon, in de galerij del Milione.
In 1934-1935 verbleef hij te Rome, onder ander bij Cagli. In 1936 stortte hij zich op een reeks fresco's voor het college van de Opera Nazionale Balilla van Udine, een opdracht waarin hij de architectonische roeping van de tonale schilderkunst uitdrukte. Met Cagli werkte hij in 1937 in Parijs aan de grote versieringen voor de Wereldtentoonstelling. Tijdens deze periode kwam hij in aanraking met het werk van Pablo Picasso en Georges Braque en ging hij zich interesseren voor het kubisme, maar ook voor het impressionisme. In 1938 schilderde hij nog enkele fresco's, onder andere te Rodi in de villa del Profeta e Albergo delle Rose en te Udine in de casa Cavazzini.
In 1939 nam hij deel aan de Quadriënnale van Rome et stelde hij tentoon in Turijn in de galleria della Zecca en in Genua in de galleria Genova. Tijdens de Tweede Wereldoorlog woonde hij in Venetië en zette hij de productie van zijn oeuvre voort. In dezelfde periode onderwees hij er ook mozaïek aan de Accademia di Belle Arti. In 1942 nam hij deel aan de Biënnale van Venetië. In de jaren 1946-1949 had hij nog enkele tentoonstellingen in Rome, Triëst en Modena.
In 1950 begon de samenwerking met de Italiaans-Amerikaanse galerie Catherine Viviano in New York. In 1952 sloot hij zich aan bij de Gruppo degli Otto, waarvan ook Renato Birolli, Antonio Corpora, Mattia Moreni, Armando Pizzinatoi, Giuseppe Santomaso, Giulio Turcato, Ennio Morlotti, en Emilio Vedova deel uitmaakten. Deze groep nam deel aan documenta 1 in 1955 en documenta 2 in 1959 te Kassel (Duitsland).
Met deze kunstenaars nam Afro deel aan de 26e Biënnale van Venetië, waar hij een prijs kreeg voor zijn werk Villa Fleurent (1952). In 1954 en 1956 nam hij opnieuw deel. In 1956 won hij er de prijs voor de beste Italiaanse schilder. In 1960 won hij in New York de Guggenheim-prijs met zijn werk L'isola del Giglio. Gedurende deze hele periode, tot aan zijn dood, bleef Afro tentoonstellen, vooral in Italië, de Verenigde Staten en Frankrijk.

## Werk
Afro's werk is beïnvloed door Pablo Picasso en Georges Braque en hij kwam tot een soort lyrisch-abstract neokubisme, waarbij hij de traditionele illusie van de ruimte verwierp. Zijn werk wordt gedomineerd door tekenachtige vormen die uit het onderbewuste lijken voort te komen.

## Overige
Afro was de broer van de beeldhouwers Mirko Basaldella en Dino Basaldello. 
- Auckland Art Gallery Toi o Tāmaki: 483
- Bibliothèque nationale de France: cb13558164x (data)
- CiNii: DA13789064
- Gemeinsame Normdatei: 11884623X
- International Standard Name Identifier: 0000 0001 1291 9733
- Library of Congress Control Number: n79064751
- Bibliotheek van het Japanse parlement: 00889203
- Nederlandse Thesaurus van Auteursnamen: 144410761
- RKD-Nederlands Instituut voor Kunstgeschiedenis: 621
- Istituto Centrale per il Catalogo Unico: CFIV021158
- SNAC: w66m4g23
- Système universitaire de documentation: 052493032
- Union List of Artist Names: 500014109
- Virtual International Authority File: 89377463
- WorldCat: E39PBJp683JVjvwptdDYJ6PRKd